# Rhapis humilis
Rhapis humilis is de botanische naam van een palm uit het Verre Oosten. De juiste plaats van oorsprong is niet exact bekend. Alle planten die nu in cultuur zijn zouden dezelfde 'mannelijke stamvader' hebben.
De plant is van Rhapis excelsa te onderscheiden door het blad. De bladeren hebben meer segmenten, die ook fijner en puntiger zijn. De plant is winterhard tot -8 °C.